# 哈頓花園

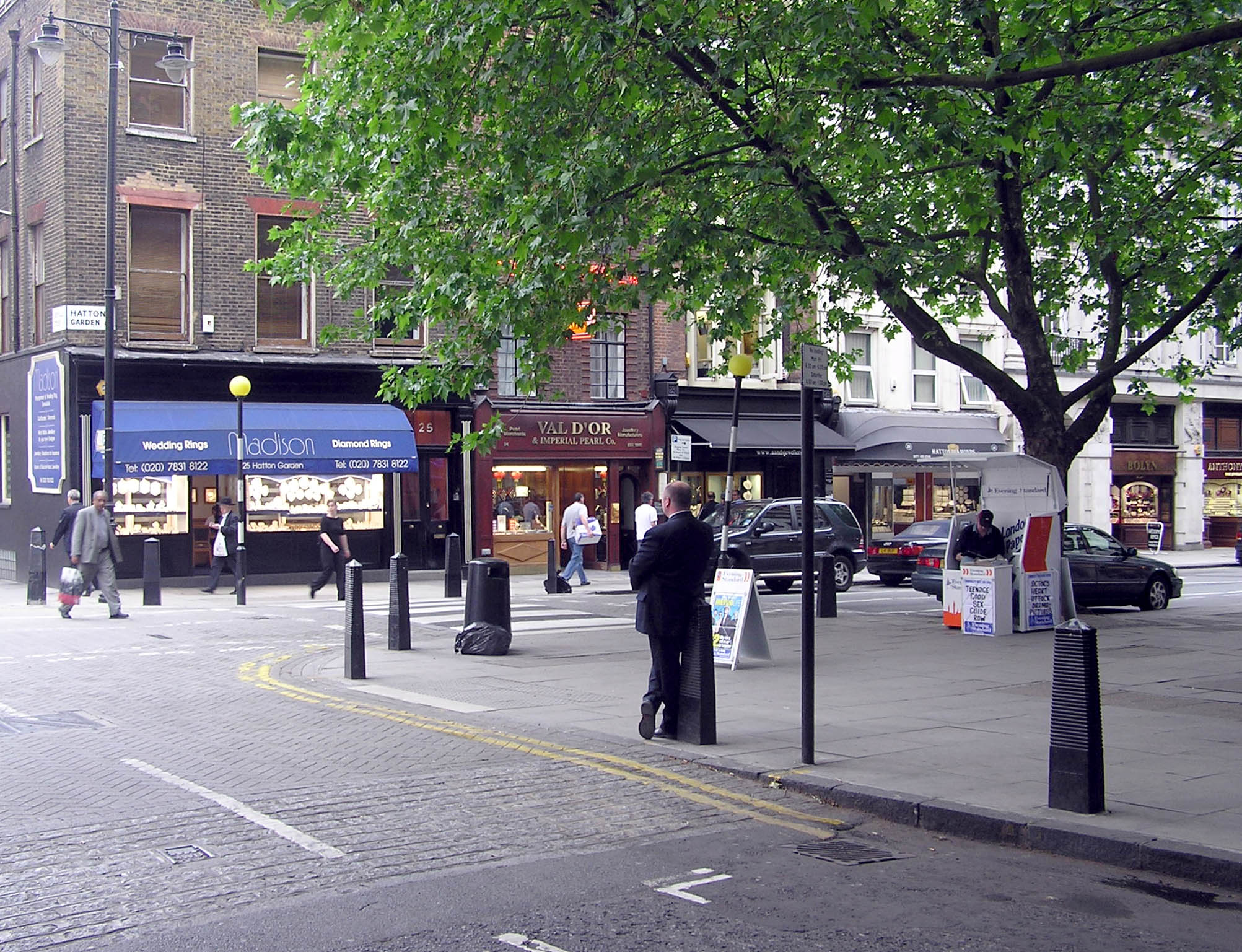
哈頓花園的街景

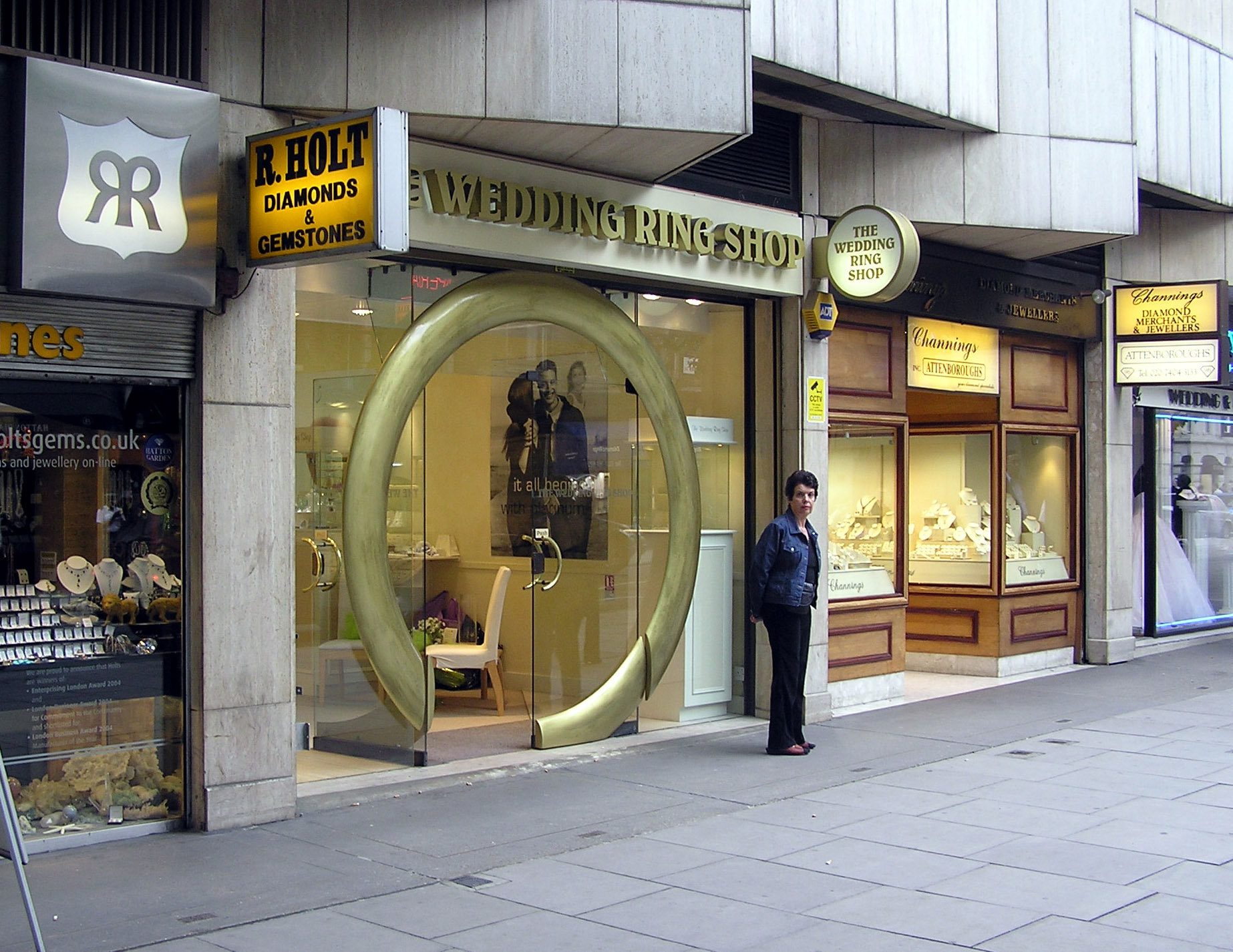
哈頓花園的珠寶店

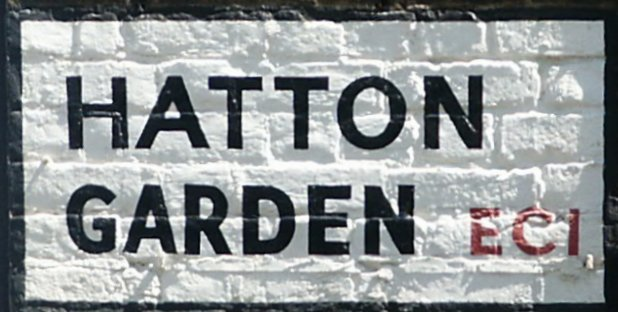
彩繪路標

哈頓花園（英語：Hatton Garden），是英國倫敦卡姆登區霍本內的一個小區及街道，該處自中世紀已經是倫敦珠寶商的集散地，亦是鑽石交易的中心，當中最著名的莫過於鑽石商戴比爾斯。近年多間媒體和創意企業亦在此設立辦公室。哈頓花園的地底設有大規模的基礎設施，包括密室、隧道、辦公室和工作坊，多年來吸引了不少盜竊者前來犯案。

## 毗鄰
- 法靈頓站
- 法院巷站